# Heribert Zitzmann
Heribert Zitzmann (* 4. Oktober 1945) ist ein ehemaliger Tischtennisnationalspieler der DDR.
Zitzmann gewann unter anderem die DDR-Meisterschaft 1966 in Jena im Herren-Doppel zusammen mit Wolfgang Stein. Er wiederholte diesen Erfolg 1967 in Görlitz. 1969 wurde er Zweiter mit Petra Stephan im gemischten Doppel.
Zitzmann war Teilnehmer der Tischtennis-Europameisterschaft 1966 und wurde im Mannschaftswettbewerb Neunter. Für seine Leistungen wurde dem Mitglied des Vereins Carl Zeiss Jena 1976 die DTTV-Ehrennadel in Gold verliehen.
Zu Zeiten der DDR betreute er zahlreiche DDR Sportler im Bereich der Leichtathletik, u. a. Astrid Kumbernuss und Marlies Göhr.
Zitzmann war von 1990 bis 2013 Mannschaftsarzt des FC Carl Zeiss Jena. Im Jahre 2007 wurde er vom Vorwurf des Pfusch am Tode von Axel Jüptner in einem Prozess freigesprochen. 2008 rettete Zitzmann Darlington Omodiagbe am Fußballplatz das Leben.